# María Sierra
María Sierra Alonso, conocida como María Sierra (Sevilla, 23 de abril de 1964), es una historiadora española. Catedrática de Historia Contemporánea de la Universidad de Sevilla, está especializada en la historia cultural de lo político y en la historia del pueblo romaní.

## Reseña biográfica
Estudió Geografía e Historia en la Universidad de Sevilla, donde obtuvo el doctorado en 1994.
Tras un periodo como becaria de investigación, accedió a un puesto de profesora e inició su labor docente en 1990 en las universidades de Sevilla y Huelva. En 1999 ganó por oposición el puesto de Profesora Titular; y en 2010 el de Catedrática de Universidad.
Entre 2006 y 2010 fue vicepresidenta de la Asociación de Historia Contemporánea, cargo que desempeña de nuevo desde 2021. Entre 2006 y 2014 fue miembro del Consejo de Redacción de la revista académica Ayer. Revista de Historia Contemporánea, de la cual es directora desde 2021.

## Obra
Su investigación acerca de la familia Ybarra y el Partido Conservador en la Sevilla del régimen de la Restauración dio lugar a varias publicaciones, resultantes de la Memoria de Licenciatura (La familia Ybarra: empresarios y políticos, 1992) y de la tesis doctoral (La política del pacto, 1996). Ambas obras se situaban en el marco de la recuperación del interés por lo político y el impulso de una “nueva historia política” en los años noventa del siglo XX.
Posteriormente amplió esa línea investigadora coordinando el equipo que formó junto a los historiadores María Antonia Peña (Universidad de Huelva), Rafael Zurita (Universidad de Alicante) y Marta Bonaudo (Universidad Nacional de Rosario, Argentina). Los cuatro proyectos de investigación que dirigió con dicho equipo entre 2002 y 2015 dieron lugar a una serie de publicaciones académicas, que culminaron en el libro colectivo Elegidos y elegibles. La representación parlamentaria en la cultura del liberalismo (2010). A lo largo de estas publicaciones se fue refinando el análisis gradualmente con la incorporación de la perspectiva comparativa (con otros países de Europa y América) y las adquisiciones teóricas y metodológicas del giro cultural.
Su participación en ese giro cultural de la historiografía le llevó a impulsar obras colectivas como Culturas políticas: teoría e historia (2010, ed. con Manuel Pérez Ledesma) o La España liberal, 1833-1874 (2014, volumen II de la Historia de las culturas políticas en España y América Latina, coord. con María Cruz Romeo).
A partir de 2013 se interesó por los procesos de exclusión e inclusión que determinan los límites de la comunidad política. Este interés le llevó a centrar su atención sobre la historia de los gitanos españoles y, en general, del pueblo romaní en Europa y América. En este campo ha dirigido proyectos de investigación tanto españoles (2016-2020) como europeos (2019-2021), ha coordinado dosieres en revistas (Andalucía en la Historia, Historia Social, Historia y Política) y ha publicado tanto libros colectivos (Enemies Within, 2015; ¿Robo de niños o robo de gitanos?, con Jean Kommers, 2016) como individuales (Holocausto gitano. El genocidio romaní bajo el nazismo, 2020).
En 2021 fue responsable de la edición en español de las memorias de Philomena Franz, mujer sinti alemana superviviente del holocausto nazi. Este importante testimonio, publicado originalmente en 1985, lo editó María Sierra acompañado de otros textos de su autora -cuentos e "Impresiones de Otoño"-, incluida la carta que Franz le dirigió y que figura como prólogo del libro; y también del estudio titulado "Philomena Franz, narradora del holocausto gitano", que situó al final del volumen.

## Distinciones
- 1987: Premio al Mejor Expediente Académico del Ayuntamiento de Sevilla; Premio al Mejor Expediente Académico de la Real Maestranza Caballería de Sevilla.
- 1994: Premio Extraordinario de Doctorado de la Facultad Geografía e Historia; Premio a la mejor Tesis Doctoral de la Diputación Provincial de Sevilla.
- 2005-2006: Premio a la excelencia docente, Universidad de Sevilla.
- 2019: Premio al mejor artículo del año de la revista European History Quarterly.[7]